# おさと
『おさと』は、よみうりテレビの「朝の連続ドラマ」シリーズ第4作。1987年10月5日から1988年4月1日まで、全129話放送。

## 概要
主演は沖直美（現：沖直未）。戦前、戦中、戦後の時代を背景にして、幾村商店を中心にヒロイン「おさと」の半生を描く。複雑な人間関係によるストーリー展開がすばらしい。

## キャスト
- 沖直美
- 速水亮
- 誠直也
- 長門裕之
- 丹阿弥谷津子
- 土田早苗
- 水野久美
- 清水善三
- 芦屋雁之助
- 奈良富士子
- 京唄子
- 内藤武敏
- 石井富子
- 正司花江
- 大石吾朗
- 清水めぐみ
- 中村明美
- 早崎文司
- 大塚良平
- 原田徹也
- 永森ひろみ
- 浦田昌和
- 有馬光貴
- 東宮正幸
- 片山由香
- 瀬川徹三
- 住田豊
- 寺田路恵（ナレーター）

## スタッフ
- 企画・チーフプロデューサー：今岡大爾（よみうりテレビ）
- プロデューサー：宮武昭夫（ITP）
- 脚本：梅林喜久生
- 音楽：渡辺岳夫
- 演出：山本和夫、中村金太
- 方言指導：市川千恵子
- 技術：島方春樹
- カメラ：白田龍夫
- 照明：為貝幸弘
- 音声：錦織雅彦
- カラー調整：森村修
- 編集：星野晃
- 音響効果：宮下博行
- 美術プロデューサー：的場忠
- デザイン：雫石洋治
- 美術進行：加藤久雄
- 装置：稲田敏則
- 装飾：加川功
- 衣裳：板東茂
- 化粧：渋谷満喜子
- 持道具：鈴木聡
- 演出補：山津俊一、福田誠
- TK：川崎伸子
- 協力：渋谷ビデオスタジオ
- 衣裳協力：なんば愛染蔵
- 義太夫：竹本呂大夫、豊竹英大夫、竹本南寿大夫
- 三味線：豊澤富助、野澤錦弥、鶴澤燕二郎
- 人形遣い：吉田衰太郎
- 資料提供：「新町・畿村」盛衰記（月刊・大阪人）、「つめ人形」（月刊・関西文学）
- 制作：よみうりテレビ、I.T.P
  - 泉放送制作は番組上ではI.T.Pとして記していた。これは当時、日本テレビ(関東ローカル)と同じ時間帯にテレビ朝日のクイズ・帯番組『100万円クイズハンター』を制作していた為である。

## 主題歌・挿入歌
- 「陽のあたる坂道」
- 「うたかた～泡沫～」
作詞・作曲・歌：谷村新司

| よみうりテレビ 朝の連続ドラマ | よみうりテレビ 朝の連続ドラマ | よみうりテレビ 朝の連続ドラマ |
| 前番組                        | 番組名                        | 次番組                        |
| ----------------------------- | ----------------------------- | ----------------------------- |
| 見上げればいつも青空          | おさと                        | 花らんまん                    |